# Oberhausen an der Appel
Oberhausen an der Appel là một đô thị thuộc thuộc huyện Donnersberg, Đức. Đô thị Oberhausen an der Appel có diện tích 3,33 km², dân số thời điểm ngày 31 tháng 12 năm 2006 là 155 người.